# Thomas Höhle

Thomas Höhle beim Referat

Thomas Michael Höhle (* 10. Dezember 1926 in Aue; † 9. Januar 2012 in Magdeburg) war ein deutscher Literaturwissenschaftler und Historiker. Er lebte und wirkte von 1963 bis 2008 in Halle an der Saale. Höhle folgte in seinen wissenschaftlichen Arbeiten der marxistischen Richtung der Literaturwissenschaft, die er dialektisch auffasste und dadurch einer starren Betrachtungsweise entging. Er war bis 1999 verheiratet und hatte aus dieser Ehe zwei Kinder.

## Kindheit und Jugend
Aufgewachsen ist Thomas Höhle zunächst in Schwarzenberg/Erzgebirge. 1932 siedelte die Familie nach Erkrath bei Düsseldorf über. Hier wurde Thomas Höhle eingeschult. Gleich nach der Machtübernahme durch die Nationalsozialisten wurde der Vater als Mitglied der KPD 1933–1934 in einem KZ inhaftiert. Die Erfahrung blieb für die spätere Entwicklung prägend.
Nach der Entlassung des Vaters siedelte die Familie nach Kassel über. Dort besuchte er das Wilhelmsgymnasium. Da die Familie 1943 ausgebombt wurde, setzte er die Schule in Göttingen fort. 1944 erfolgte die Einberufung zur Wehrmacht und er beendete sein Abitur mit einem Notreifevermerk.

## Ausbildung und Studium
Noch vor Ende des Zweiten Weltkrieges desertierte er und kehrte zu seinen Eltern nach Zierenberg bei Kassel zurück. Er begann eine Ausbildung zum Bankkaufmann, bevor er noch 1945 ein Studium der Geschichte, Germanistik und Kunstgeschichte an der Philosophischen Fakultät der Georg-August-Universität Göttingen begann. Seine Lehrer in Göttingen waren u. a. Klaus Ziegler und Kurt May. Bereits Mitglied der KPD, gründete er eine kommunistische Studentengruppe.
Aus politischen Überzeugungen wechselte Thomas Höhle 1947 an die Universität Leipzig in der damaligen Sowjetischen Besatzungszone. Hier hörte er bei Hans Mayer, Ernst Engelberg, Walter Markov und Wieland Herzfelde sowie Werner Krauss, Hermann Budzislawski und Ernst Bloch. Noch während des Studiums wurde er wissenschaftlicher Assistent bei Hans Mayer. 1950 schloss Thomas Höhle dieses Studium als Diplom-Gesellschaftswissenschaftler ab.

## Wissenschaftliche Tätigkeit
1951 wurde Thomas Höhle an die Gewerkschaftshochschule „Fritz Heckert“ in Bernau berufen. Hier lernte er Hermann Duncker kennen. Mit einer Arbeit über Franz Mehring promovierte er 1954 an der Universität Leipzig. Er habilitierte sich 1978 an der Martin-Luther-Universität Halle-Wittenberg.
Im Jahr 1957 erhielt er einen Lehrauftrag an der Humboldt-Universität zu Berlin. Schwerpunkt seiner Arbeit da waren die Aufklärung und besonders Gotthold Ephraim Lessing. Im Alter von nur 33 Jahren wurde er Professor mit Lehrauftrag und war damit einer der jüngsten Professoren in der DDR.
Von 1960 bis 1963 war er außerordentlicher Professor und Leiter der Germanistischen Fachrichtung an der Universität Warschau. Nach den verheerenden Folgen des Nazi-Regimes für Polen und den daraus resultierenden Ressentiments gegen alles Deutsche war dies eine besondere Herausforderung. Hauptgebiete der Lehrtätigkeit in Warschau waren Aufklärung, Klassik und Romantik. Das 20. Jahrhundert wurde durch Spezialvorlesungen über Bertolt Brecht und Arnold Zweig behandelt.
Von 1963 bis zu seiner Emeritierung 1992 wirkte Thomas Höhle in der Nachfolge Ernst Hadermanns als Germanist an der Martin-Luther-Universität Halle-Wittenberg. Bis 1970 war er Direktor des Germanistischen Institutes, ab da Inhaber des Lehrstuhles und Leiter des Wissenschaftsbereiches für Neuere Deutsche Literatur. Im Vordergrund seiner Lehr- und Forschungstätigkeit stand die Literatur der Zeit von 1750 bis 1850, insbesondere Gotthold Ephraim Lessing, Christoph Martin Wieland, Gottfried August Bürger und Johann Wolfgang von Goethe. Die wissenschaftliche Untersuchung Mehrings und seiner Wirkung blieb trotz der hier genannten Schwerpunkte über die gesamte Zeit seiner aktiven Laufbahn ein Kernpunkt. Gerade in den letzten Jahren bemühte er sich in mehreren Publikationen um eine wissenschaftliche Verknüpfung der literaturgeschichtlichen mit den historischen Phänomenen, vor allem auch mit der Geschichte der Arbeiterbewegung. Hier ist beispielsweise Mehrings Verdienst um die geistige Bildung einfacher Arbeiter für Höhle von besonderer Bedeutung. Welchen Eindruck dieses Bemühen Mehrings auf den Forscher machte, unterstreicht die Einleitung Höhles zum Lessing-Lesebuch (Lessing – Ein Lesebuch für unsere Zeit), das in der Mehring'schen Tradition die wesentlichen Ideen und Werke des großen Aufklärers einem breiten Publikum zugänglich zu machen versuchte.
Auch nach seiner Emeritierung hielt er Gastvorlesungen an den Universitäten in Halle (Saale) und Chemnitz. Nach Beendigung dieser Vorlesungen blieb er bis zu seinem Tod wissenschaftlich tätig.

## Sonstiges Wirken
Thomas Höhle war 40 Jahre lang Vorsitzender der Ortsvereinigung der Goethe-Gesellschaft in Halle (Saale). 2002 wurde ihm die Ehrenmitgliedschaft der Internationalen Goethe-Gesellschaft Weimar e. V. verliehen.
Des Weiteren war Höhle Mitglied der Ernst-Ortlepp-Gesellschaft in Zeitz sowie Gründungsmitglied eines Fördervereines für das Gottfried-August-Bürger-Museum in Molmerswende im Harz. Dieses kleine Literaturmuseum im Geburtshaus des Münchhausen-Dichters wurde seit 1972 von ihm konzeptionell gestaltet. Schwerpunkt der Sammlung sind Übersetzungen der Münchhausen-Texte sowie auch Illustrationen zum Teil international bekannter Künstler zu Münchhausen-Geschichten. Ebenso werden Vertonungen von Bürger-Gedichten verschiedener Komponisten zusammengetragen.

Thomas Höhle vor dem Bürger-Museum in Molmerswende; Links von ihm eine Büste des Dichters

Thomas Höhle zeichnete sich durch umfassendes kulturelles Interesse aus. Dies führte in den 60er bis 80er Jahren zur Beteiligung an diversen Initiativen zur Erhaltung und Pflege wertvoller Einrichtungen und Anlagen. Ihm und seinem Kollegen, dem Kunsthistoriker Hans-Joachim Mrusek, gelang die Erhaltung von Reichardts Garten in Halle, der einer Erweiterung des Bergzoos Halle zum Opfer fallen sollte. Eine Gedenktafel ist gegenwärtig durch Vandalismus unleserlich. Johann Friedrich Reichardt war phasenweise ein enger Freund Goethes, der sich mehrmals in Giebichenstein aufhielt. Die Erhaltung des Gartens als eines Ortes des Goethe-Gedenkens und letztlich auch der Erinnerung des Komponisten und Revolutionsfreundes Reichardt ist Ergebnis dieses Engagements.
Mrusek und Höhle initiierten auch die Erhaltung des Bauhauses in Dessau, dessen Bausubstanz in Gefahr geraten war.
Des Weiteren war Höhle seit 1957 bis zu dessen Ende Mitglied des Schriftstellerverbandes der DDR.
Thomas Höhle siedelte aus familiären Gründen Anfang 2008 nach Magdeburg über, wo er kurz nach Vollendung seines 85. Lebensjahrs verstarb.

## Veröffentlichungen

### Selbstständige Publikationen (Auswahl)
- Franz Mehring. Sein Weg zum Marxismus. Berlin 1956. – 2. erw. Aufl. (mit einer Auswahl aus den frühen Schriften Franz Mehrings). Berlin 1958.
- Die klassische Periode in der deutschen Literatur von 1750 bis 1830. 4 Hefte. Hochschule der deutschen Gewerkschaften "Fritz Heckert", Bernau 1959 (Lehrmaterial für das Fernstudium).
- Franz Mehring: Gesammelte Schriften. Herausgegeben von Thomas Höhle, Hans Koch und Josef Schleifstein. Berlin 1960 ff. 16 Bände.
- Geschichte der deutschen Literatur 1806–1830. (In Zusammenarbeit mit Hans-Georg Werner). Berlin 1978. (Geschichte der deutschen Literatur von den Anfängen bis zur Gegenwart. 7. Band, 2. Teil).
- Hallesche Studien zur Wirkung von Sprache und Literatur. Herausgegeben von Thomas Höhle, Eva-Maria Krech, Gotthard Lerchner und Dietrich Sommer. Halle 1980 ff.
- Lessing. Ein Lesebuch für unsere Zeit. Eingeleitet von Thomas Höhle. Weimar 1975.
- Samuel Richardson: Sittenlehre für die Jugend in den auserlesensten aesopischen Fabeln. (Übersetzt von Gotthold Ephraim Lessing). Herausgegeben und mit Nachwort zur Faksimileausgabe von Thomas Höhle. Leipzig 1977.
- Aufklärungskolloquien in Halberstadt.
  - Lessing und Spinoza. Herausgegeben von Thomas Höhle. Halle 1982.
  - Wieland-Kolloquium Halberstadt 1983. Herausgegeben von Thomas Höhle. Halle 1985.
  - Reiseliteratur im Umfeld der französischen Revolution. Herausgegeben von Thomas Höhle. Halle 1987.
  - Das Spätwerk Christoph Martin Wielands und seine Bedeutung für die deutsche Aufklärung. Herausgegeben von Thomas Höhle. Halle 1988.
- Johann Michael Afsprung: Reise durch einige Cantone der Eidgenossenschaft. Herausgegeben (und mit einem Nachwort versehen) von Thomas Höhle. Leipzig 1990.

### Beiträge zu anderen Schriften (Auswahl)
- "Der höchst schätzbare Grund". Goethes Urteil im Jahre 1818 über die Französische Revolution. In: Wiss. Zeitschrift der Martin-Luther-Universität Halle-Wittenberg, XVIII / 69 G, H. 2, S. 223–232.
- Friedrich Schlegels Auseinandersetzung mit Lessing. Zum Problem des Verhältnisses zwischen Romantik und Aufklärung. In: Weimarer Beiträge. Berlin 2/1977. S. 121–135.
- Polnischer Freiheitskampf und preußische Demokratie. Zur frühen politischen Publizistik Johann Jacobys. In: Germanica Wratislaviensia XXXIV, Wrocław 1978. S. 69–78.
- Der Gesang vom König und das Märchen vom blutigen Tiger. Zum Thema Lessing und Preußen. In: Goethe-Jahrbuch, 98. Band, Weimar 1981. S. 49–61.
- Probleme der marxistischen Lessingforschung. In: Weimarer Beiträge, Berlin, 3/1980. S. 5–31.
- Anschauung und Begriff oder Wirkung ohne Gegenwirkung. Anmerkungen zum Thema Lessing und Winckelmann. In: Hallesche Studien zur Wirkung von Sprache und Literatur. 1/1980. S. 7–27.
- Der "schwäbische Seume". Über den radikaldemokratischen Publizisten Johann Michael Afsprung (1748–1808). In: Weimarer Beiträge, Zeitschrift für Literaturwissenschaft, Ästhetik und Kulturtheorie. 29. Jahrgang 1983, Heft 12. Berlin, S. 2082–2091.
- Der König und der Jakobiner. Johann Michael Afsprungs Polemik gegen König Friedrichs II. Schrift „De la littérature allemande“. In: Hallesche Studien zur Wirkung von Sprache und Literatur, 7/1983. S. 4–18.
- Die Helvetische Republik (1798–1803) als zeitgeschichtlicher Hintergrund der Entstehung und Problematik von Schillers „Wilhelm Tell“. In: Friedrich Schiller. Angebot und Diskurs. Zugänge Dichtung Zeitgenossenschaft. Herausgegeben von Helmut Brandt. Weimar 1987. S. 320–328.
- Zur Geschichte und Problematik der Marx-Biographik. In: Äußerungen über Marx und Engels. Ergebnisse zweier Kolloquien. Herausgegeben von Thomas Höhle. Halle 1988, S. 4–10.
- Revolution, Bürgerkrieg und neue Verfassung in Cyrene. Betrachtungen zu Wielands „Aristipp“ und den Nachspielen der Französischen Revolution. In: „Sie, und nicht Wir“. Die Französische Revolution und ihre Wirkung auf Norddeutschland. Herausgegeben von Arno Herzig, Inge Stephan, Hans G. Winter. 2 Bände. Hamburg 1989. Band 2. ISBN 3-926174-14-5, S. 591–605.
- Über die von Gottfried August Bürger dem „Münchhausen“-Buch hinzugefügten Geschichten. In: G.A. Bürger und J.W. Gleim. Herausgegeben von Hans-Joachim Kertscher. Tübingen 1996, S. 149–158.
- Sozialdemokraten und Intellektuelle. Auseinandersetzungen zwischen Liebknecht und Mehring in den neunziger Jahren des 19. Jahrhunderts. In: Eine Gesellschaft der Freiheit, der Gleichheit, der Brüderlichkeit. Beiträge der Tagung zum 100. Todestag Wilhelm Liebknechts am 21. und 22. Oktober 2000 in Kiel. Herausgegeben von Wolfgang Beutin u. a. (S. 83–97). (Bremer Beiträge zur Literatur- und Ideengeschichte. Herausgegeben von Thomas Metscher und Wolfgang Beutin. Band 34). Frankfurt am Main u. a. 2001.
- Heinrich Heine und die deutsche Vorkriegssozialdemokratie. In: JahrBuch für Forschungen zur Geschichte der Arbeiterbewegung, Heft II, Mai 2006. S. 102–109.
- Literatur und Autoren zur Zeit der Aufklärung (in St. Gallen: Johann Michael Afsprung, Ulrich Bräker, Johann Ludwig Ambühl, Karl Müller-Friedberg, Georg Joachim Zollikofer, Jakob Wegelin, Christoph Girtanner). In: St. Gallen. Geschichte einer literarischen Kultur. Kloster – Stadt – Kanton – Region. Herausgegeben von Werner Wunderlich unter Mitarbeit von Rupert Kalkofen. 2 Bände. St. Gallen 1999. Band 1: S. 425–470; Band 2: S. 457–494.
- Goethe in der DDR. Einführung. Standpunkte. In: Goethe in der DDR. Konzepte, Streitpunkte und neue Sichtweisen. Konferenzbeiträge. Forscher- und Diskussionskreis DDR-Geschichte. Hefte zur DDR-Geschichte 79. S. 5–13. Berlin 2003.
- Herbert Ihering und Karl Kraus die Unüberwindlichen. In: Berlin – Wien. Eine Kulturbrücke. Berlin 2007, S. 50–57 (Pankower Vorträge, Heft 102).

### Weitere Schriften
- Aufklärung und Tradition. Eine Festgabe für Thomas Höhle (= Hallesche Studien zur Wirkung von Sprache und Literatur. Bd. 13). Hrsg. von Dieter Heinemann. Halle (Saale) 1986.
- Außenseiter der Aufklärung. Internationales Kolloquium Halle an der Saale 26.–28. Juni 1992 (= Bremer Beiträge zur Literatur- und Ideengeschichte. Bd. 14). Herausgegeben von Günter Hartung. Frankfurt am Main u. a. 1995. ISBN 978-3631465004
- Dem freien Geiste freien Flug. Beiträge zur deutschen Literatur. Für Thomas Höhle (= Schriften der Ernst-Ortlepp-Gesellschaft. Nr. 2). Hrsg. von Dieter Bähtz, Manfred Beetz und Roland Rittig. Leipzig 2003. ISBN 978-3936522426